# Halve marathon van Egmond 1987

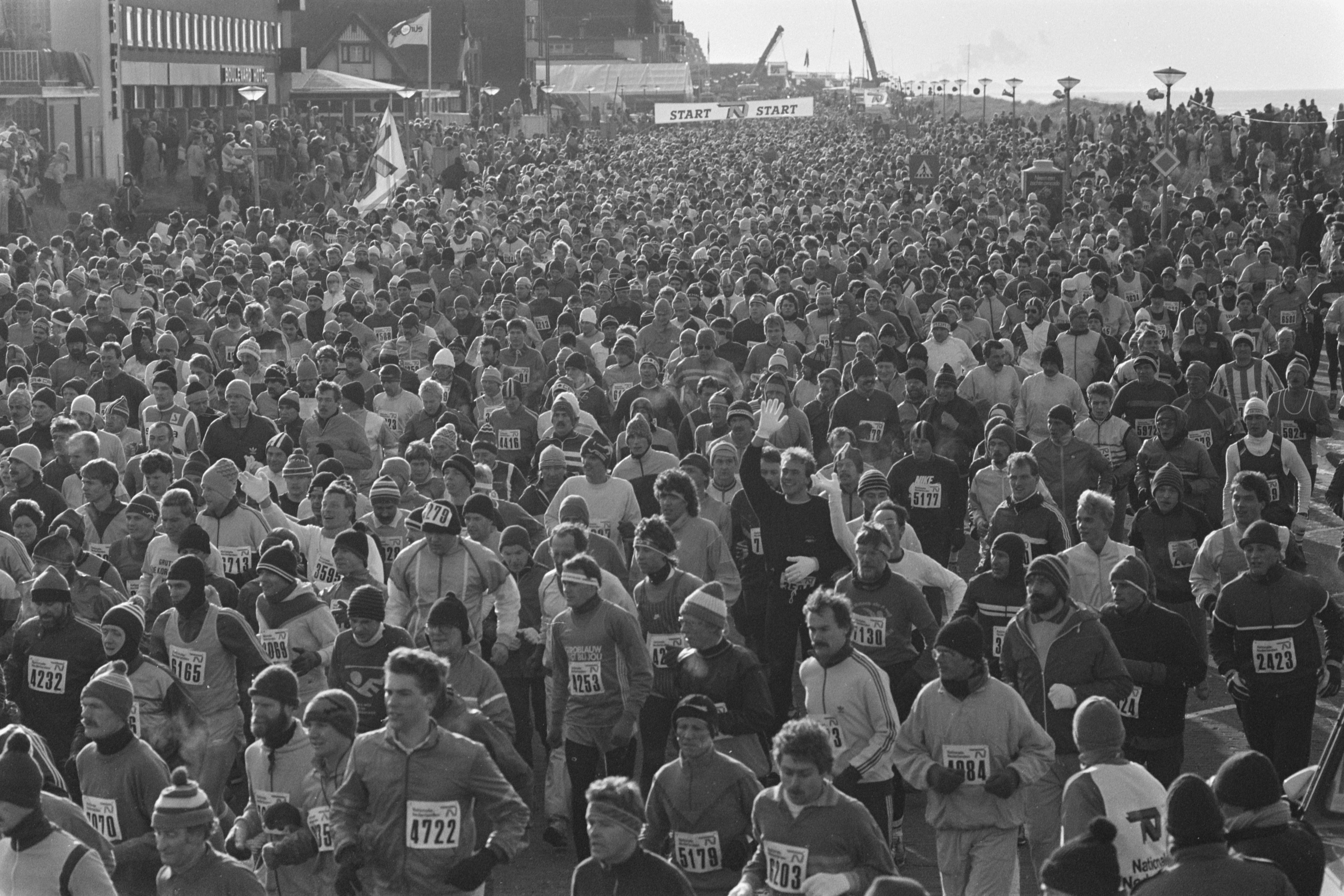
De start van de wedstrijd.

De halve marathon van Egmond 1987 vond plaats op zondag 11 januari 1987. Het was de vijftiende editie van deze halve marathon. De hoofdsponsor van het evenement was Nationale Nederlanden. Een recordaantal van 7300 deelnemers had zich ingeschreven. Het parcours was sneeuwvrij, maar de temperatuur was 10 graden onder nul. 
De wedstrijd bij de mannen werd gewonnen door de Engelsman Mike Bishop in een parcoursrecord van 1:05.11. De Belgische Magda Ilands, een jaar eerder nog tweede achter Carla Beurskens, was ditmaal de eerst aankomende vrouw in Egmond aan Zee. 

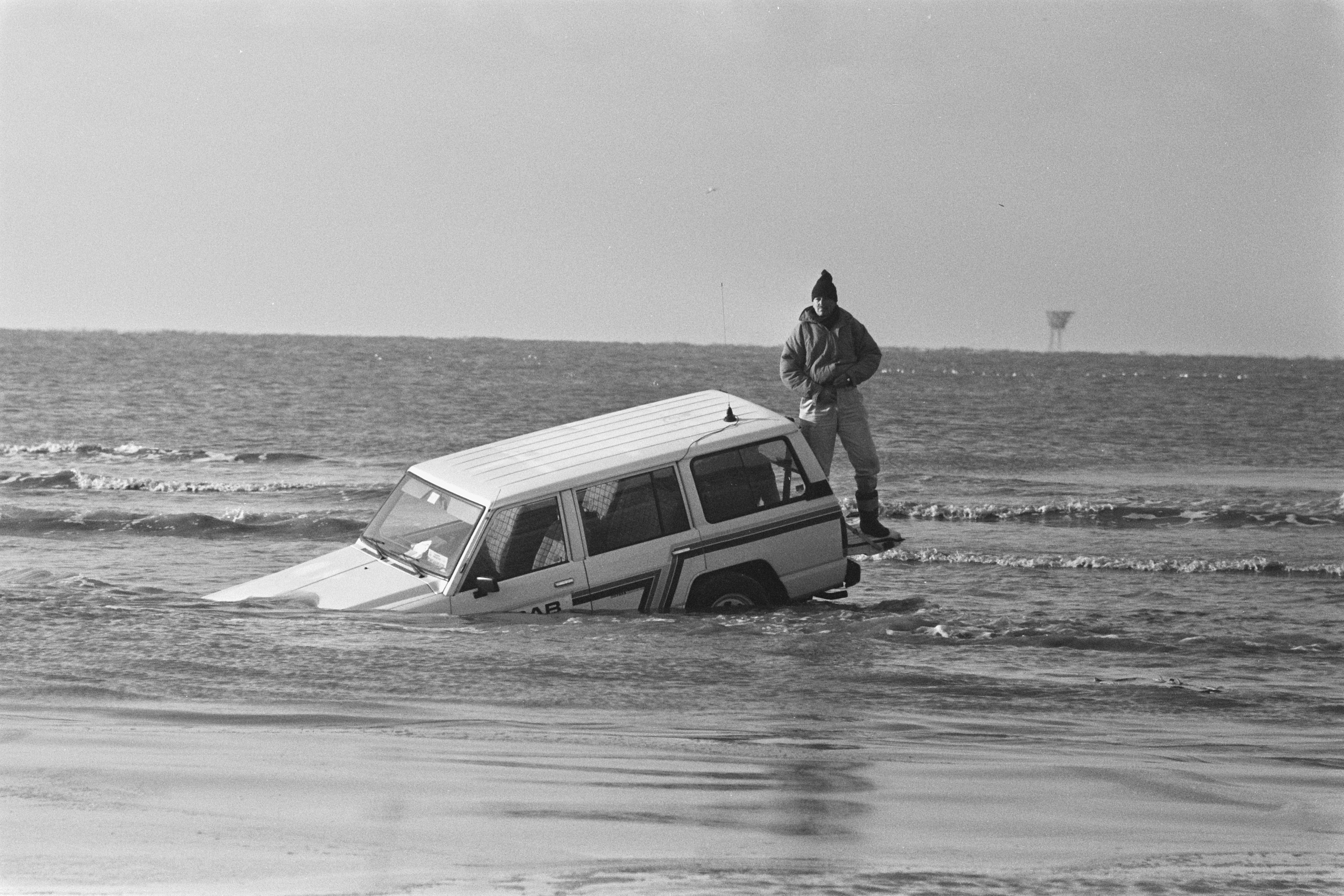
Een van de begeleide terreinautos geraakte vast in een zandbank.

## Uitslagen

### Mannen

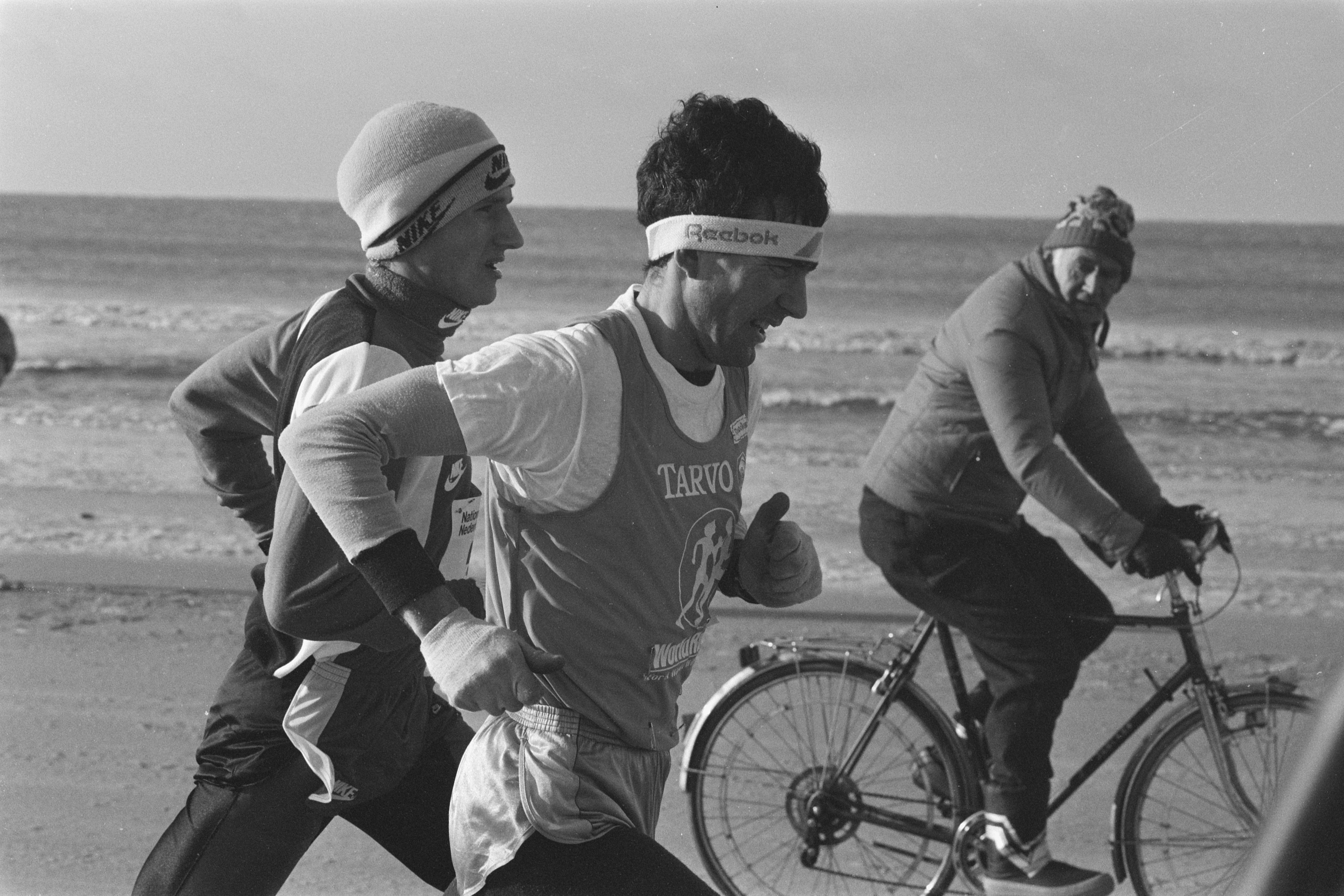
Winnaar Mike Bishop met links de nummer twee Rob de Brouwer.

| Positie | Atleet           | Land                | Tijd    |
| ------- | ---------------- | ------------------- | ------- |
| 1       | Mike Bishop      | Verenigd Koninkrijk | 1:05.11 |
| 2       | Rob de Brouwer   | Nederland           | 1:05.31 |
| 3       | Marti ten Kate   | Nederland           | 1:06.17 |
| 4       | John Vermeule    | Nederland           | 1:06.28 |
| 5       | Alex Hagelsteens | België              | 1:06.41 |

### Vrouwen
| Positie | Atlete           | Land      | Tijd    |
| ------- | ---------------- | --------- | ------- |
| 1       | Magda Ilands     | België    | 1:19.30 |
| 2       | Barbara Kamp     | Nederland | 1:21.28 |
| 3       | Jolanda Homminga | Nederland | 1:21.46 |

1973 ·
1974 ·
1975 ·
1976 ·
1977 ·
1978 ·
1979 ·
1980 ·
1981 ·
1982 ·
1983 ·
1984 ·
1985 ·
1986 ·
1987 ·
1988 ·
1989 ·
1990 ·
1991 ·
1992 ·
1993 ·
1994 ·
1995 ·
1996 ·
1997 ·
1998 ·
1999 ·
2000 ·
2001 ·
2002 ·
2003 ·
2004 ·
2005 ·
2006 ·
2007 ·
2008 ·
2009 ·
2010 ·
2011 ·
2012 ·
2013 ·
2014 ·
2015 ·
2016 ·
2017 ·
2018 ·
2019 ·
2020 ·
2021 ·
2022 ·
2023 ·
2024 ·
2025